# جو کوپر (بازیکن فوتبال، زاده ۱۸۹۹)
جو کوپر (انگلیسی: Joe Cooper; ۲۷ ژانویهٔ ۱۸۹۹ – ۲۲ ژانویهٔ ۱۹۵۹) بازیکن فوتبال اهل بریتانیا بود.
از باشگاه‌هایی که در آن بازی کرده‌است می‌توان به باشگاه فوتبال وست برومویچ آلبیون، باشگاه فوتبال شفیلد ونزدی، باشگاه فوتبال چسترفیلد، باشگاه فوتبال لینکولن سیتی، باشگاه فوتبال گریمزبی تاون، و باشگاه فوتبال نوتس کانتی اشاره کرد.